# Retinopatia del prematuro
La  retinopatia del prematuro (ROP) è una malattia vascolare della retina che si manifesta in neonati pretermine, con rischio maggiore quanto minore è il tempo di gestazione e con quanto più basso è il peso del neonato alla nascita. La sua evoluzione può portare alla cecità in seguito a distacco della retina per trazione. È provocata dalla formazione di nuovi vasi nella periferia retinica e può essere dovuta anche all'ossigenoterapia cui spesso sono sottoposti in nati prematuri nell'incubatrice (erogazione artificiale di ossigeno necessaria per lo sviluppo del bambino nato prematuramente).

## Epidemiologia
La patologia, dovuta a un eccesso di ossigeno immesso nelle incubatrici per cercare di curare il neonato per disfunzioni respiratorie all'atto della nascita, ha in passato avuto una sempre maggiore diffusione nei Paesi più sviluppati, soprattutto negli USA, dove nel XX secolo era diventata la causa principale di cecità e ipovisione. Attualmente l'incidenza è molto diminuita grazie agli studi medici, che hanno scoperto quale fosse la causa. Rimane comunque un'emergenza: in Spagna è stata considerata recentemente che la malattia si sviluppa in un terzo dei bambini nati prematuramente e in metà dei casi la forma è grave La malattia attualmente si forma anche in paesi meno sviluppati come il Pakistan, diventando anche in tali luoghi un'emergenza da non sottovalutare.

## Eziologia
Nel periodo fetale già dal quarto mese di gravidanza si sviluppa nel nascituro la vascolarizzazione della retina. Tale formazione di vasi sanguigni risulta essere molto sensibile alla quantità di ossigeno erogata artificialmente e a quella presente nell'aria. In rari casi si è riscontrata in alcuni pazienti affetti da ROP una mutazione del gene NDP, che normalmente è associato alla più temibile Sindrome di Norrie.

### Fattori di rischio
Oltre alla nascita prematura costituiscono fattore di rischio: l'iperossia da ventilazione artificiale, il basso peso alla nascita, infezioni di vario genere e cardiopatie congenite.

## Diagnosi
Le fasi della malattia ROP sono state definite dalla classificazione internazionale della retinopatia del prematuro. 
Nei pazienti più anziani, l'aspetto della malattia è meno ben descritto ma include il residuo degli stadi ROP e le risposte retiniche secondarie.

### Classificazione internazionale
Il sistema utilizzato per descrivere i risultati della ROP è intitolato La classificazione internazionale della retinopatia del prematuro. La ROP utilizza una serie di parametri per descrivere la malattia. Sono la posizione (zona) della malattia, l'estensione circonferenziale della malattia in base alle ore dell'orologio, la gravità (stadio) della malattia e la presenza o l'assenza di fattori extra o denominati nella classificazione ufficiale "Plus Disease". Ogni aspetto della classificazione ha una definizione tecnica. Questa classificazione è stata utilizzata per i principali studi clinici. È stato rivista nel 2005.
Le zone sono centrate sul nervo ottico. La zona I è la zona posteriore della retina, definita come il cerchio con un raggio che si estende dal nervo ottico per raddoppiare la distanza dalla macula. La zona II è un anello con il bordo interno definito dalla zona I e il bordo esterno definito dal raggio definito come la distanza dal nervo ottico all'ora serrata nasale. La zona III è la mezzaluna temporale residua della retina.
L'estensione circonferenziale della malattia è descritta in segmenti dell'orologio analogico dove la parte superiore dell'occhio corrisponde alle ore 12:00, ad es. la fase 1 è circoscritta dalle 4:00 alle 7:00.
Le fasi descrivono i reperti oftalmoscopici alla giunzione tra la retina vascolarizzata e avascolare.
- La fase 1 è una debole linea di demarcazione.
- La fase 2 è una cresta elevata.
- Lo stadio 3 è il tessuto fibrovascolare extraretinale.
- Lo stadio 4 è il distacco di retina sub-totale.
- Lo stadio 5 è il distacco totale della retina.

### Fattori Plus Disease
Inoltre, la malattia può essere presente come un importante fattore di complicazione in qualsiasi fase. È caratterizzato da:
- Livello significativo di dilatazione vascolare e tortuosità osservata nelle arteriole retiniche posteriori. Ciò riflette l'aumento del flusso sanguigno attraverso la retina.[6]
- Opacità della camera anteriore.[6]
- Iride vascolare[6]
- Tunica vascolare persistente o vasi sanguigni immaturi che limitano anche la dilatazione delle pupille.[6]

### Diagnosi differenziale
L'aspetto più difficile della diagnosi differenziale può derivare dalla somiglianza di altre due malattie:
- Vitreoretinopatia essudativa familiare che è una malattia genetica che interrompe anche la vascolarizzazione della retina nei neonati a termine.
- Sindrome da vascolarizzazione fetale persistente nota anche come vitreo primitivo iperplastico persistente che può causare un distacco della retina di trazione difficile da differenziare ma tipicamente unilaterale.

## Screening
Quasi tutti i bambini con ROP hanno un'età gestazionale di 31 settimane o meno (indipendentemente dal peso alla nascita) o un peso alla nascita di 1250 g o meno; queste indicazioni sono generalmente utilizzate per decidere se un bambino debba essere sottoposto a screening per ROP, ma alcuni centri, specialmente nei paesi in via di sviluppo estendono i criteri di screening del peso alla nascita a 1500 g.
Qualsiasi bambino prematuro con grave malattia nel periodo perinatale (sindrome da distress respiratorio, sepsi, trasfusione di sangue, emorragia intra ventricolare, episodi di apnea, ecc.) può essere sottoposto allo screening per ROP.

## Prevenzione
Non si sa con esattezza i limiti di ossigeno che i bambini possono sopportare, anche se non vi dovrebbero essere danni se alla normale aria viene aggiunta una quantità di ossigeno pari al 40%. Lo sviluppo anomalo dei vasi a livello oculare si può avere quando il bambino prematuro torna a respirare l'aria normale: la retina, infatti, avvertendo che arriva meno ossigeno di quanto ne riceveva abitualmente tende a sviluppare nuovi vasi sanguigni che, tuttavia, possono danneggiarla gravemente.